# Jordi Gassió i Borràs
Jordi Gassió i Borràs (Sabadell, 1959) és un metge i polític català, alcalde de Puigcerdà entre el 2023 i el 2025.

## Biografia
Gassió és llicenciat en Medicina i Cirurgia per la Universitat Autònoma de Barcelona, i és especialista en Cirurgia Ortopèdica i Traumatologia. Ha exercit de metge traumatòleg a Manresa, Berga, l'Hospital de Puigcerdà, on va ser cap del servei de Cirurgia Ortopèdica i Traumatologia, l'Hospital de Cerdanya, als centres mèdics de les estacions d'esquí de Masella i La Molina, i a Cerdanya Salut. A més, ha exercit de director mèdic del centre de La Molina i de director general de l'Hospital Transfronterer de Cerdanya durant la seva creació.
El 1992 va traslladar-se a Puigcerdà. A la capital de la Cerdanya ha format part d'entitats com colles carrossaires de la Festa de l'Estany, els bombers voluntaris del parc de Puigcerdà, grups de teatre, ha estat president de la Creu Roja de Cerdanya entre el 1997 i el 2000, membre de la junta directiva de l'Associació Universitària de Cerdanya, i metge i president del Club Gel Puigcerdà des del juliol del 2020.
A més, Gassió és un gran aficionat a l'esquí i l'hoquei gel.

## Trajectòria política
El 1994 va començar a militar a Convergència Democràtica de Catalunya, i el 1995 va presentar-se per primer cop a unes eleccions municipals, dins de la llista de Convergència i Unió. Va exercir de regidor de Sanitat i Benestar Social fins al 1997, quan va deixar el càrrec en ser escollit president de Creu Roja.
A les eleccions municipals del 2007 va encapçalar la llista de Convergència i Unió a Puigcerdà. La llista va quedar en segona posició, amb cinc regidors, i Gassió va convertir-se en el cap de l'oposició davant el govern de majoria absoluta d'Esquerra Republicana. En aquesta legislatura també va ser vicepresident del Consell Comarcal de la Cerdanya. El 2008 va ser nomenat president de Convergència Democràtica a la Cerdanya.
El gener del 2011 va deixar l'ajuntament en ser nomenat director general de Prevenció, Extinció d'Incendis i Salvament de la Generalitat de Catalunya pel primer govern d'Artur Mas. Gassió va ocupar aquest càrrec fins al febrer del 2013.
El febrer del 2023 va ser proclamat cap de llista de Junts per Puigcerdà i candidat a l'alcaldia de la vila. A les eleccions, la seva llista va quedar en segona posició, darrere d'Esquerra Republicana, i per davant de Futur per Puigcerdà. Tot i això, finalment Junts i Futur van arribar a un pacte per repartir-se l'alcaldia durant el mandat 2023-2027. El 17 de juny del 2023, Gassió va ser proclamat alcalde per majoria absoluta.
Dos anys després, el 17 de juny del 2025, Gassió va anunciar la seva dimissió durant el ple ordinari, tot i que sense determinar la data en què es faria efectiva. Tot i aquest anunci, el 30 de juny, set regidors de l'Ajuntament de Puigcerdà, els cinc d'Esquerra i dos de Futur, van presentar una moció de censura contra ell.
Finalment, el 14 de juliol del 2025, la moció de censura en contra seva va prosperar i va ser destituït com a alcalde. El va substituir Joan Manel Serra. Gassió va anunciar que, després de ser destituït, deixaria l'acta de regidor i abandonaria l'Ajuntament.